# Abdullah as-Sallal
Abdullah as-Sallal, född 9 januari 1917, död 5 mars 1994 i Sanaa, Jemen, var president i Nordjemen 27 september 1962 - 5 november 1967.
Han ledde revolutionen  i Kungariket Jemen 1962, som störtade Muhammad al-Badr, och införde republik i landet. När Egypten drog tillbaka sina styrkor från Nordjemen 1967 övertog Abdul Rahman al-Iryani presidentposten genom en oblodig kupp då Sallal var på besök i Irak.